# 제1대 로드니 남작 조지 로드니
 제1대 로드니 남작 조지 브리지스 로드니 KB (George Brydges Rodney, 1st Baron Rodney, 1718년 2월 13일 ~ 1792년 5월 24일)는 영국의 제독이다. 1732년 해군에 입대하여 오스트리아 왕위 계승 전쟁에서 큰 공을 세워 뉴펀들랜드 제독이 되었다. 7년 전쟁 때 서인도 제도 해역에서 활약하여 많은 섬을 점령하였다. 1778년 대장이 되고, 1780년 에스파냐 호송 함대를 상비센트곶에서 사로잡았다. 미국 독립 전쟁에서 프랑스 함대를 도미니카 해안에서 격파하여 그 공으로 남작이 되었다. 넬슨 제독과 함께 영국의 명장으로 꼽히고 있다.